# Щетинина, Мария Павловна
Мария Павловна Щетинина — советский хозяйственный, государственный и политический деятель.

## Биография
Родилась в 1922 году на станции Горбатовка. Член КПСС с 1953 года.
С 1941 года — на хозяйственной, общественной и политической работе. В 1941—1985 гг. — сменный мастер на вагоноремонтном заводе в городе Кировограде, в Особой Московской армии ПВО, заместитель председателя по культурной работе артели «Путь» в городе Чимкенте, технолог, начальник цеха завода «Кардолента» в городе Ногинске, инструктор, заведующая отделом Ногинского городского комитета КПСС, председатель исполкома Ногинского районного Совета депутатов
трудящихся, первый секретарь Ногинского горкома КПСС, заведующая отделом агитации и пропаганды Московского областного комитета КПСС, секретарь исполнительного комитета Московского областного Совета народных депутатов.
Избиралась депутатом Верховного Совета РСФСР 7-го созыва.
Почётный гражданин Московской области (2002).
Умерла в 2017 году.